# Xanthocryptus luteus
Xanthocryptus luteus är en stekelart som beskrevs av Cameron 1911. Xanthocryptus luteus ingår i släktet Xanthocryptus och familjen brokparasitsteklar. Inga underarter finns listade i Catalogue of Life.